# Амрабат, Нордин
Норди́н Амраба́т (араб. نورالدين أمرابط‎; род. 31 марта 1987, Нарден) — марокканский футболист, нападающий клуба «Халл Сити». Выступал за сборную Марокко. Старший брат Софьяна Амрабата.

## Карьера

### Клубная
Нордин начал свою карьеру в любительском клубе «Де Зёйдвогелс». Ещё в молодом возрасте он был замечен амстердамским «Аяксом». Но после трёх сезонов в «Аяксе» он был продан в футбольный клуб «Хёйзен».
После хорошего сезона в «Хёйзен» он был куплен клубом первого дивизиона «Омниворлд». В следующем сезоне он был перекуплен ещё одним клубом ВВВ-Венло, а также дебютировал в составе молодёжной сборной Нидерландов.
1 марта 2008 года было объявлено о его переходе в ПСВ. 3 марта он подписал с клубом контракт на 4 года.
3 января 2011 года подписал контракт на 4,5 года с турецким клубом «Кайсериспор».

### Международная
В 2007 году был приглашен в молодёжную сборную Нидерландов, где за три года принял участие всего в трёх матчах. В 2010 году принял приглашение в сборную Марокко.

## Достижения
«Галатасарай»
- Чемпион Турции: 2012/13
- Обладатель Кубка Турции: 2013/14
- Обладатель Суперкубка Турции: 2012, 2013

«Ан-Наср»
- Чемпион Саудовской Аравии: 2018/2019

АЕК
- Чемпион Греции: 2022/2023

## Статистика
| Сезон   | Клуб      | Страна     | Соревнование   | Матчи | Голы |
| ------- | --------- | ---------- | -------------- | ----- | ---- |
| 2006/07 | Омниворлд | Нидерланды | Eerste divisie | 36    | 14   |
| 2007/08 | ВВВ-Венло | Нидерланды | Eerste divisie | 33    | 10   |
| 2008/09 | ПСВ       | Нидерланды | Eredivisie     | 25    | 5    |
| 2009/10 | ПСВ       | Нидерланды | Eredivisie     | 25    | 3    |
| 2010/11 | ПСВ       | Нидерланды | Eredivisie     | 6     | 1    |
|         |           |            | Всего          | 125   | 33   |